# Aarok
L’Aarok est un drone militaire conçu par la société française Turgis et Gaillard Groupe. De taille comparable à un avion de tourisme mais piloté à distance, il est du type « Moyenne Altitude Longue Endurance » (MALE) avec une autonomie de vol de 24 heures voire plus, grâce à son turbopropulseur entraînant une hélice tractive classique et sa grande envergure (22 mètres). Outre ses capacités d’observation, reconnaissance, renseignement et surveillance de zone, l’Aarok a une capacité de relais de communications mais aussi d’emport d’armement, bombes et missiles, pour engager de manière autonome les cibles qu’il aura repérées (drone de combat). Développé à partir de 2020, son existence a été révélée au public en juin 2023, avec une exposition sur le stand de Turgis et Gaillard au salon aéronautique du Bourget 2023.

## Conception
De configuration très classique, le drone Aarok a l’apparence d’un avion de combat des années 1930 : un monomoteur monoplan à aile basse, droite et sans dièdre. Son envergure est de 22 mètres, ce qui en fait le plus grand appareil sans pilote jamais conçu en France. Son empennage est également de conception très classique : une dérive rectangulaire, avec une légère flèche, et un empennage horizontal rectangulaire, sans flèche ni dièdre. Le train d'atterrissage est tricycle avant.

### Propulsion
Dans sa version initiale, l’Aarok est propulsé par un turbopropulseur Pratt & Whitney PT6, entraînant une hélice tractive à cinq pales. Il devrait être motorisé à terme par le turbopropulseur Ardiden 3, en cours de développement par Safran, lorsque celui-ci sera disponible. L’objectif du constructeur est que l’appareil ne contienne aucun composant d’origine américaine, ce qui est un atout majeur pour une exportation future, à laquelle le gouvernement américain ne pourra opposer aucune entrave du type International Traffic in Arms Regulations (ITAR). Mais il pourrait aussi être propulsé par une turbine General Electric Aviation Catalyst.

### Performances
L’Aarok est un drone de type « moyenne altitude et longue endurance » (MALE). Il est conçu pour être robuste, voire rustique, et peut décoller à partir d’un terrain sommairement préparé, sur une distance de 400 à 600 m. Sa masse maximale au décollage est de 5,5 tonnes, avec une capacité d'emport de 1,5 tonne. Sa durée de vol doit être supérieure à 24 heures, jusqu’à 30 heures au maximum selon les configurations. Ses caractéristiques sont assez similaires au MQ-9 Reaper, en légèrement plus grand et plus lourd, et au Bayraktar Akıncı, mais pour un prix très inférieur.

### Capteurs
L’Aarok peut mettre en œuvre simultanément un capteur optronique de grande dimension, de type Safran Euroflir 410 ou 610, un radar multimode et un équipement de renseignement électromagnétique,,,.

### Armement
L’Aarok dispose de six points d’emport pour un total de 1,5 tonne de munitions. Selon les configurations, il pourra être armé de 4 bombes guidées Safran AASM de 250 kg, ou du missile Anti-navire léger (ANL) de MBDA, ou de 2 missiles antichars de type AGM-114 Hellfire ou AKERON MP,.

### Missions
L'Aarok pourra réaliser plusieurs types de missions opérationnelles :
- surveillance et contrôle des Zones Économiques Exclusives, notamment dans la région indo-Pacifique ;
- contribution à la supériorité aérienne en opérations, via des missions de renseignement, reconnaissance et soutien pour des frappes lors de combats de haute intensité, même en zone contestée ;
- nœud de communication : il est capable de voler longtemps au-dessus du champ de bataille, à moyenne altitude (de 3 000 à 9 000 m par définition), pour un faible coût[7],[9],[10].

Il suscite d'ailleurs en France tout autant l'intérêt de l’armée de l’Air et de l’Espace que de celui de l'armée de terre.

### Version dérivée pour l'Ukraine
Fin 2023, Turgis & Gaillard signe un accord de coopération avec le constructeur aéronautique ukrainien Antonov pour en développer une version consommable et de taille réduite.

## Historique
Le développement de l’Aarok s’est effectué dans le plus grand secret et avec le soutien de la Direction générale de l'Armement [DGA] qui supervise les contrats et les développements d'armement pour les armées françaises. Le développement a débuté en juin 2020, avec le recrutement pour le bureau d’études principal et l’atelier prototype d’un ingénieur systèmes / commandes de vol, d'un ingénieur aérodynamique, d'un ingénieur structure et un d'un chef de projet / architecte. Le prototype a été développé sur fonds propres, sans commande de l’État, pour un coût estimé entre 10 et 20 millions d'euros. Le prototype a été assemblé dans un hangar à Blois (Loir-et-Cher).
Turgis & Gaillard présente le prototype du drone pour la première fois au salon international de l'aéronautique et de l'espace du Bourget, du 19 au 25 juin 2023,,,,,. Ce salon accueillait plusieurs centaines de milliers de professionnels et d’amateurs réunis pour la première fois depuis la pandémie de Covid-19. Avec le soutien de la DGA et de son Délégué général Emmanuel Chiva, Turgis et Gaillard a exposé le prototype sur son stand, en face de celui du ministère des Armées,.
Turgis & Gaillard prévoit que le prototype effectuera son premier vol avant la fin de l’année 2023 (automne-hiver), avec un pilote à bord, sous réserve de l’obtention des autorisations de la Direction générale de l'Aviation civile (DGAC),. Les essais en vol permettront de confirmer les performances annoncées.
Le 15 avril 2024, Turgis & Gaillard annonce que l’Aarok avait commencé ses essais au sol avec succès, après une mise sous tension du prototype le 4 avril et une mise en route du moteur et des points fixes le 10. Tous ces travaux se sont déroulés de façon nominale. En février 2025, il réalise ses premiers essais de roulage avec un pilote à bord pour simplifier l'obtention des autorisations administratives pour un drone de plus de cinq tonnes.
En décembre 2024, la Direction de la maintenance aéronautique [DMAé] notifie à Turgis & Gaillard un contrat « stratégique » visant à « étudier, au travers de cet appareil, le concept de drone « certifiable mais non certifié » (Opération d’Expérimentation Réactive [OER]), c'est-à-dire de voir s’il est possible de « réduire le niveau d’exigence normatif pour faire voler un aéronef ». L’enjeu est de faire « converger les besoins opérationnels et réglementaires d’un côté et les réponses techniques de l’autre », afin de produire davantage, plus vite et plus simplement.